# Intermeccanica Indra
Der Intermeccanica Indra war ein Sportwagen des italienischen Automobilherstellers Costruzione Automobili Intermeccanica, der zwischen Frühjahr 1971 und Anfang 1975 in Turin hergestellt wurde. Wie sein Vorgänger, der Intermeccanica Italia, hatte der Indra eine europäisch gestaltete Sportwagenkarosserie, die mit US-amerikanischer Antriebstechnik aus der Großserie verbunden war.

## Entwicklungsgeschichte
Der Indra wurde von Franco Scaglione gestaltet und von Erich Bitter konstruiert, zunächst wohl ohne das Wissen von Frank Reisner, dem Gründer und Eigentümer von Intermeccanica. Das Fahrzeug soll auf eine Initiative von Opel zurückgehen.  Der österreichische Ingenieur Friedrich „Fritz“ Indra fuhr zwar selbst einen Indra, war aber nicht an der Entwicklung beteiligt, wie gelegentlich behauptet wird. Der Modellname ist je nach Quelle auf die Hindu-Göttin Indra oder auf einen Schlager von Udo Jürgens zurückzuführen.
Erich Bitter vermittelte im Laufe des Jahres 1970 einen Kontakt zwischen Intermeccanica und General Motors. Schon kurze Zeit später fiel die Entscheidung, für das neue Intermeccanica-Modell nicht mehr auf Komponenten von Ford USA zurückzugreifen, sondern die Antriebstechnik des Diplomat V8 zu verwenden, des größten und teuersten Fahrzeugs von General Motors aus europäischer Produktion. Zugleich sollte General Motors über seine Opel-Händler den Vertrieb der Wagen in Europa organisieren. Das Abkommen ähnelte der Vereinbarung, die de Tomaso mit Ford für die Produktion und den Vertrieb des de Tomaso Pantera geschlossen hatte.
Die Verbindung mit General Motors war für Intermeccanica von Vorteil. Die Antriebstechnik des Diplomat – und insbesondere sein 5,4 Liter großer Achtzylindermotor – beruhte wesentlich auf amerikanischen Konstruktionen. Damit verfügte Intermeccanica nach wie vor über einfache und robuste Triebwerke, die darüber hinaus nun auch – über die Opel-Händler – in Europa leicht und schnell verfügbar waren. Schließlich sorgte Opels großes Händlernetz für gesicherte Wartung.

## Technik und Design
Um diese Technik herum entwickelte das Unternehmen ein in weiten Teilen neues Chassis. Zu den Neuerungen gehörten eine De-Dion-Hinterachse, vier Scheibenbremsen und ein zeitgemäßes Automatikgetriebe von General Motors.
Franco Scaglione entwarf ein weiteres Mal die Karosserie. Das grundsätzliche Layout des Italia blieb erhalten: Der Indra hatte eine lange, abfallende Motorhaube mit dem Motor hinter der Vorderachse, eine knappe Fahrgastzelle mit zwei Sitzen (teilweise mit zwei weiteren Notsitzen) und einem kurzen Heck. Die Frontpartie war nunmehr geglättet: Anstelle der zurückversetzten runden Einzelscheinwerfer des Italia sah man eine Klappscheinwerfer-Konstruktion. Die Kotflügel waren vorn und hinten deutlich wahrnehmbar ausgebuchtet, über den Hinterrädern gab es zusätzlich eine geschwungene Linie. Die hintere Stoßstange saß hoch; die Rückleuchten (von der Alfa Romeo Giulia) waren unter ihr angebracht. Diese Anordnung zitierte ein entsprechendes Merkmal des Lamborghini Islero.
Scaglione entwarf drei Karosserieversionen:
- ein zweisitziges Cabriolet
- ein zweisitziges Stufenheckcoupé mit großzügig verglastem Dachaufbau. Das Coupé war im Grunde ein Cabriolet mit aufgesetztem Hardtop.
- Mit einer Verzögerung von zwei Jahren entstand zudem ein Fließheck-Coupé mit zwei vollwertigen und zwei Notsitzen. Das Profil des Fahrzeugs zeigte einige Ähnlichkeit mit dem Maserati Ghibli, einem erfolgreichen italienischen Sportwagen der späten 1960er-Jahre.

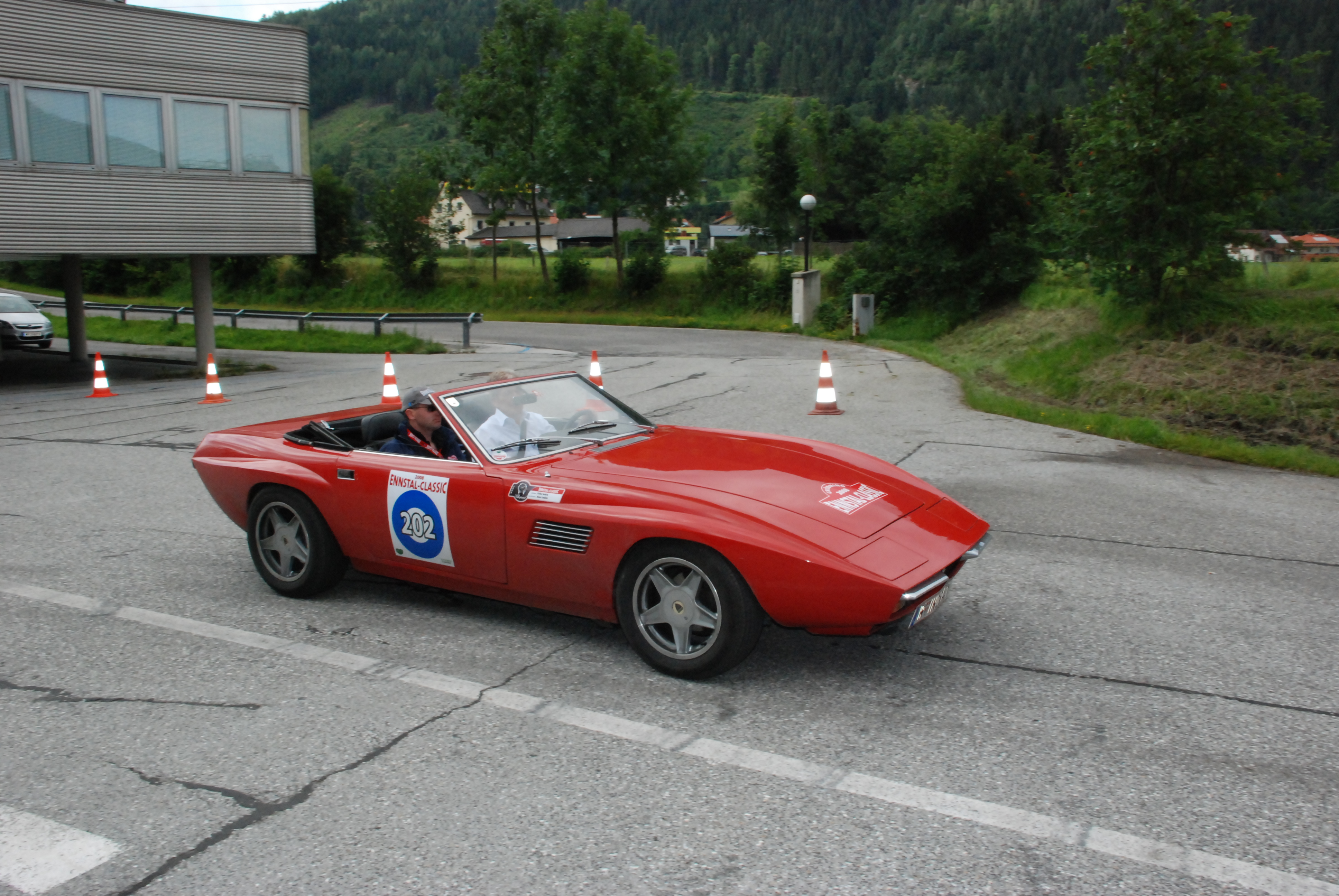
Intermeccanica Indra Cabriolet (1971–1975)
Intermeccanica Indra Coupé 2-sitzig (1971–1974)
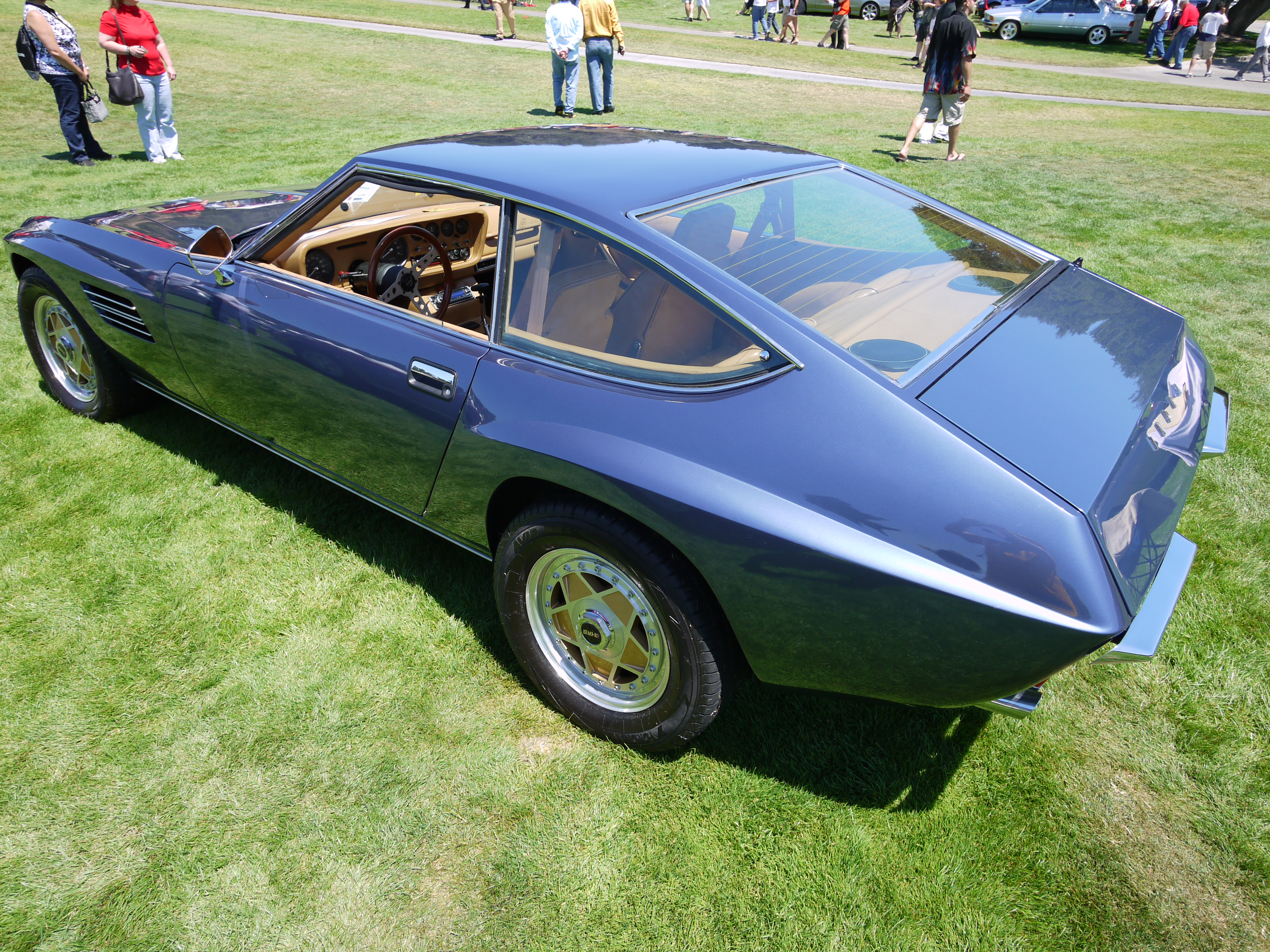
Intermeccanica Indra Coupé (1974–1975)
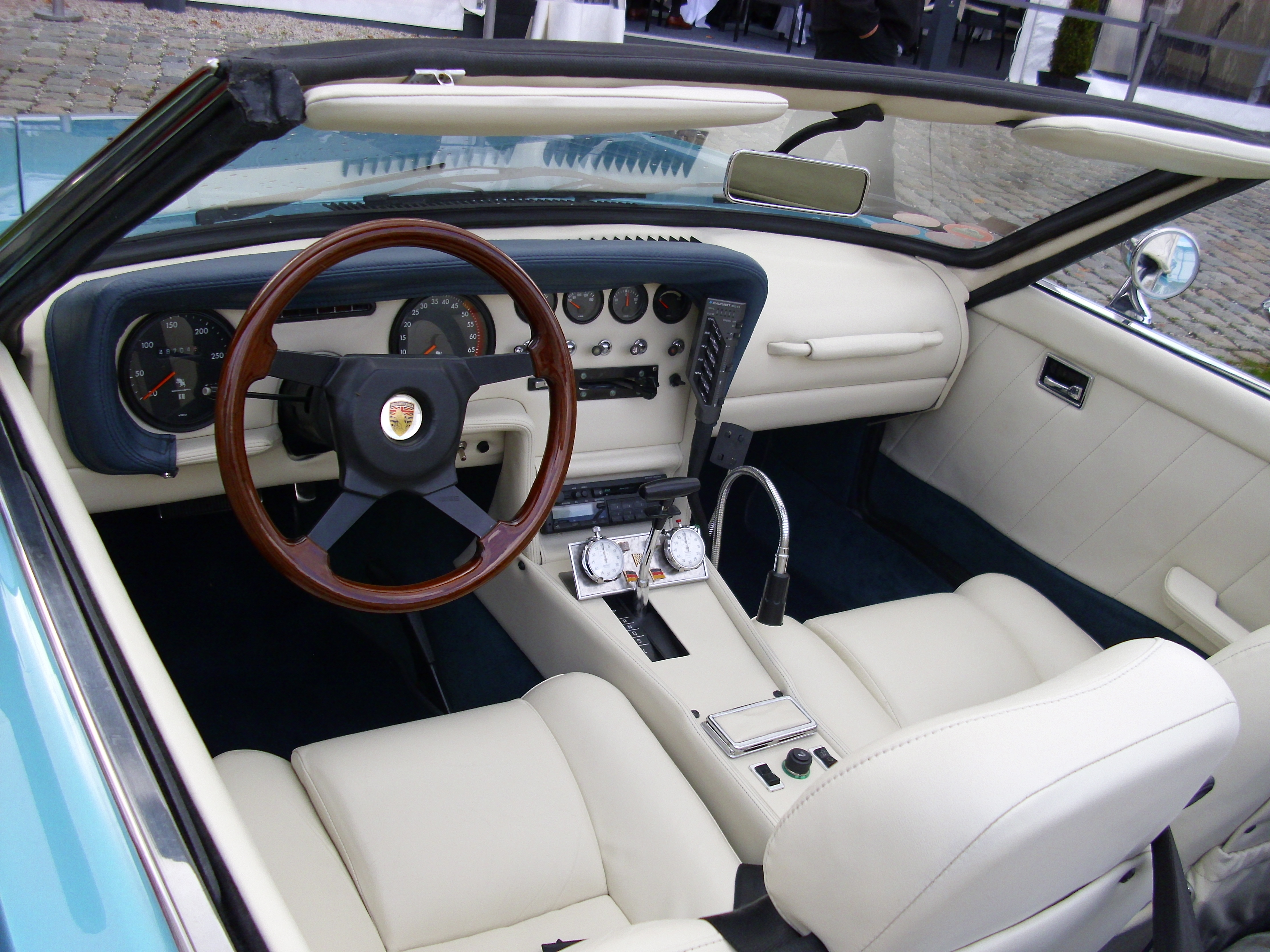
Interieur

## Die Produktion
Der Intermeccanica Indra wurde auf dem Genfer Automobilsalon im März 1971 der Öffentlichkeit präsentiert. Unmittelbar nach dem Salon nahm Intermeccanica die Serienproduktion auf. Die Fahrzeuge wurden zunächst nur in Europa vertrieben. Zwei Jahre später wurde der Indra auf der New York Automobile Show auch dem amerikanischen Publikum präsentiert. Der Wagen wurde dort freundlich aufgenommen, und zeitgenössische Pressenotizen berichten von einigen Bestellungen amerikanischer Kunden.
Im Laufe des Jahres 1973 zog sich General Motors aus der Allianz mit Intermeccanica zurück. Anlass hierfür waren Probleme mit der Qualität der italienischen Fahrzeuge, die zu finanziellen Belastungen im Gewährleistungs- und Reparaturbereich führten. Auch insoweit besteht eine Ähnlichkeit zur Geschichte von Ford mit dem De Tomaso Pantera. General Motors stellte die Belieferung des Unternehmens mit technischen Komponenten ein; zudem wurde der Vertrieb über die Opel-Händler beendet. Auch Erich Bitter trennte sich von Intermeccanica. Er stellte kurz darauf ein sehr ähnlich konzipiertes, aber bei Baur in Deutschland produziertes Coupé namens Bitter CD vor, das in den 1970er Jahren in Europa erfolgreich war. Dieses Projekt wurde von General Motors unterstützt.
Für Intermeccanica bedeutete die Trennung von General Motors mittelfristig das Ende der Indra-Produktion. Intermeccanica versuchte zunächst noch, die erforderlichen Teile bei Opel-Händlern zu beschaffen. Das war allerdings mit sehr viel höheren Preisen verbunden. Da zudem der Vertrieb nicht mehr gesichert war, musste Intermeccanica im Winter 1974/75 die Produktion der Sportwagen einstellen, nachdem 125 Exemplare entstanden waren.
1975 hielt sich das Unternehmen mit der Herstellung einiger Jaguar-S.S.100-Repliken über Wasser. Zugleich entstanden einige weitere Indra-Coupés mit Antriebstechnik von Ford als Prototypen für eine zweite Serie, die Intermeccanica anfänglich von einem neuen Stützpunkt in San Bernardino in Kalifornien aus produzieren wollte. Eines der Fahrzeuge wurde mit der gesamten Produktionsausrüstung nach Kalifornien verschifft; das Projekt endete jedoch noch vor seiner Realisierung, als sich der (kalifornische) Finanzier kurzfristig zurückzog. Der Umfang der Produktion von Indras mit Ford-Technik ist nicht zweifelsfrei geklärt. Der Intermeccanica Enthusiasts Club spricht von lediglich zwei Exemplaren, von denen nur eines einen fahrbereiten Zustand erreicht habe; eine andere Quelle geht dagegen von 15 Exemplaren aus, die nicht in den regulären Vertrieb gingen, sondern versteigert worden sein sollen.
| Version                                   | Bauzeit   | Exemplare                |
| ----------------------------------------- | --------- | ------------------------ |
| Cabriolet                                 | 1971–1974 | 60                       |
| Coupé, 2 Sitze                            | 1971–1974 | 40                       |
| Fließheck-Coupé, 2+2 Sitze                | 1973–1974 | 25                       |
| Fließheck-Coupé, 2+2 Sitze, Ford-Mechanik | 1975      | je nach Quelle 2 oder 15 |